# Grand temple d'Anduze
Le grand temple d'Anduze est un lieu de culte protestant situé sur le Plan de Brie dans le centre-ville d'Anduze, dans le département du Gard. La paroisse est membre de l'Union nationale des Églises protestantes réformées évangéliques de France.

## Historique
Le temple actuel remplace un édifice construit en 1602 et détruit par ordre du roi en 1636. Érigé sur l'emplacement d'une des casernes des Dragons du roi, édifiée en 1740 au plus fort de la répression en Languedoc, le bâtiment actuel a été reconstruit sur les plans de l'ingénieur militaire Grulet et a été inauguré le 19 octobre 1823 après son effondrement en 1812.
Il fait l'objet d'une inscription au titre des monuments historiques depuis 1979. Le temple a été fermé au public en janvier 2019 pour des travaux de restauration estimés à 1 million d'euros, sous la conduite de l'architecte Alexandre Autin. Les travaux ont été nécessaires après la découverte fortuite d'une entrait de charpente de plus de quatre tonnes qui s'est fléchie, nécessitant la compréhension de la pièce d'origine. Les travaux de restauration sont en cours,.

## Architecture
Dans le style néo-classique du début du XIXe siècle, la façade, le perron et la salle de l'Assemblée sont édifiées sur l'emplacement de la cour. Les murs sont devenus des ailes aveugles, de part et d'autre de la façade. Le clocher-mur n'est pas en façade mais sur le pignon sud. Il abrite une cloche de 650 kg installée en 1883, fondue par les ateliers Baudouin à Marseille.
À l’intérieur, une tribune située à mi-hauteur entoure le bâtiment, constitué d'une seule salle voûtée en berceau. Sur cette tribune, au-dessus du tambour de l'entrée, un premier orgue fut construit en 1848. En 1992, le facteur B. Raupp a procédé a sa reconstruction et à son extension. Il vient d'être à nouveau restauré en 2012. Une attention particulière a été portée à l'aménagement intérieur du bâtiment, où les bancs se déploient en demi-cercles au centre desquels se trouve la chaire. On accède à cette dernière par deux volées d'escalier en fer forgé. Le sommet de l'abat-voix est décoré de palmes et de draperies. Cette architecture semi-circulaire, que l'on retrouve dans les temples de Lassalle, Ganges, Bréau-et-Salagosse, Meyrueis, Beauvoisin, Vauvert ou encore La Calmette, symbolise l'égalité des participants à l'Assemblée.

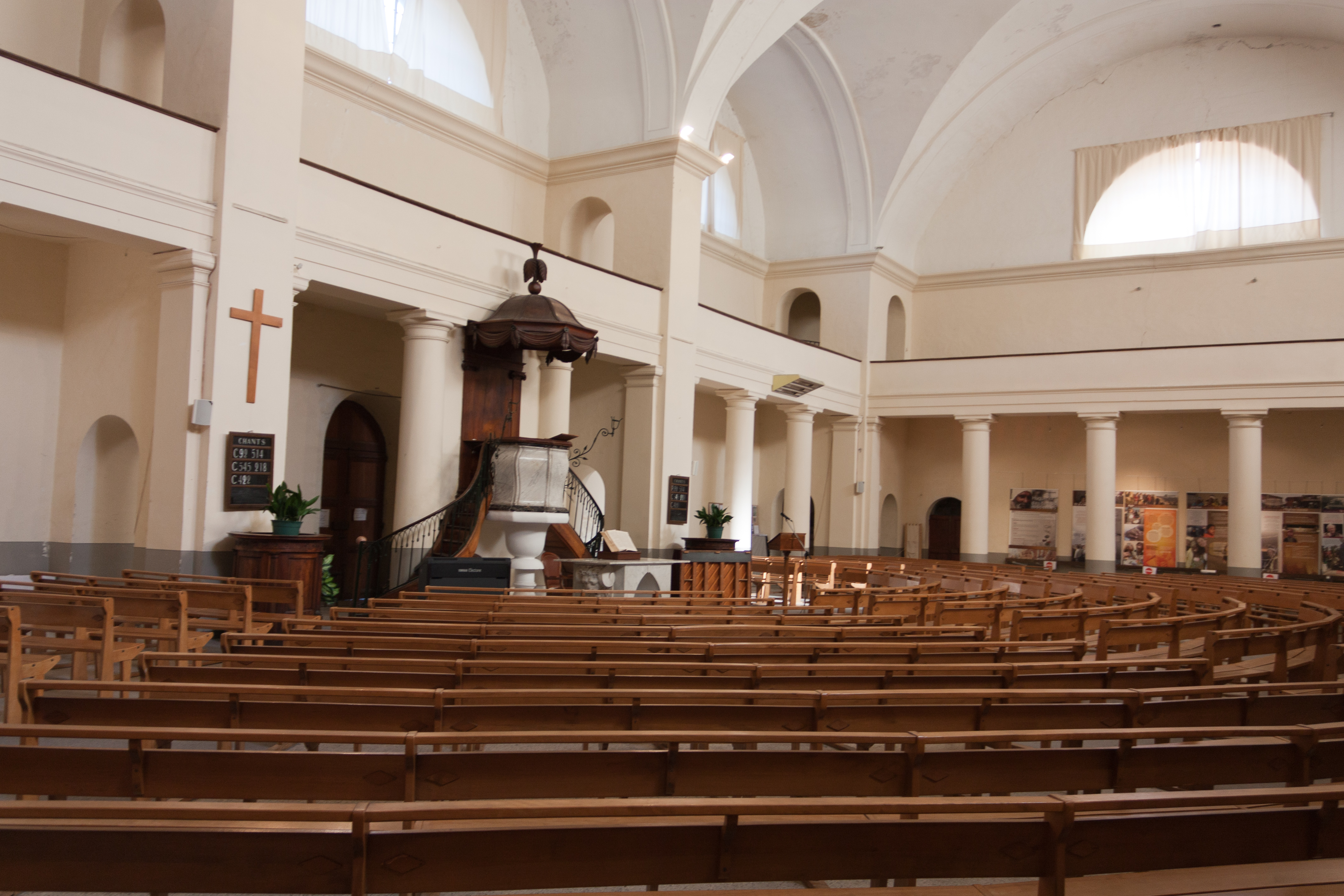
Salle de l'Assemblée.
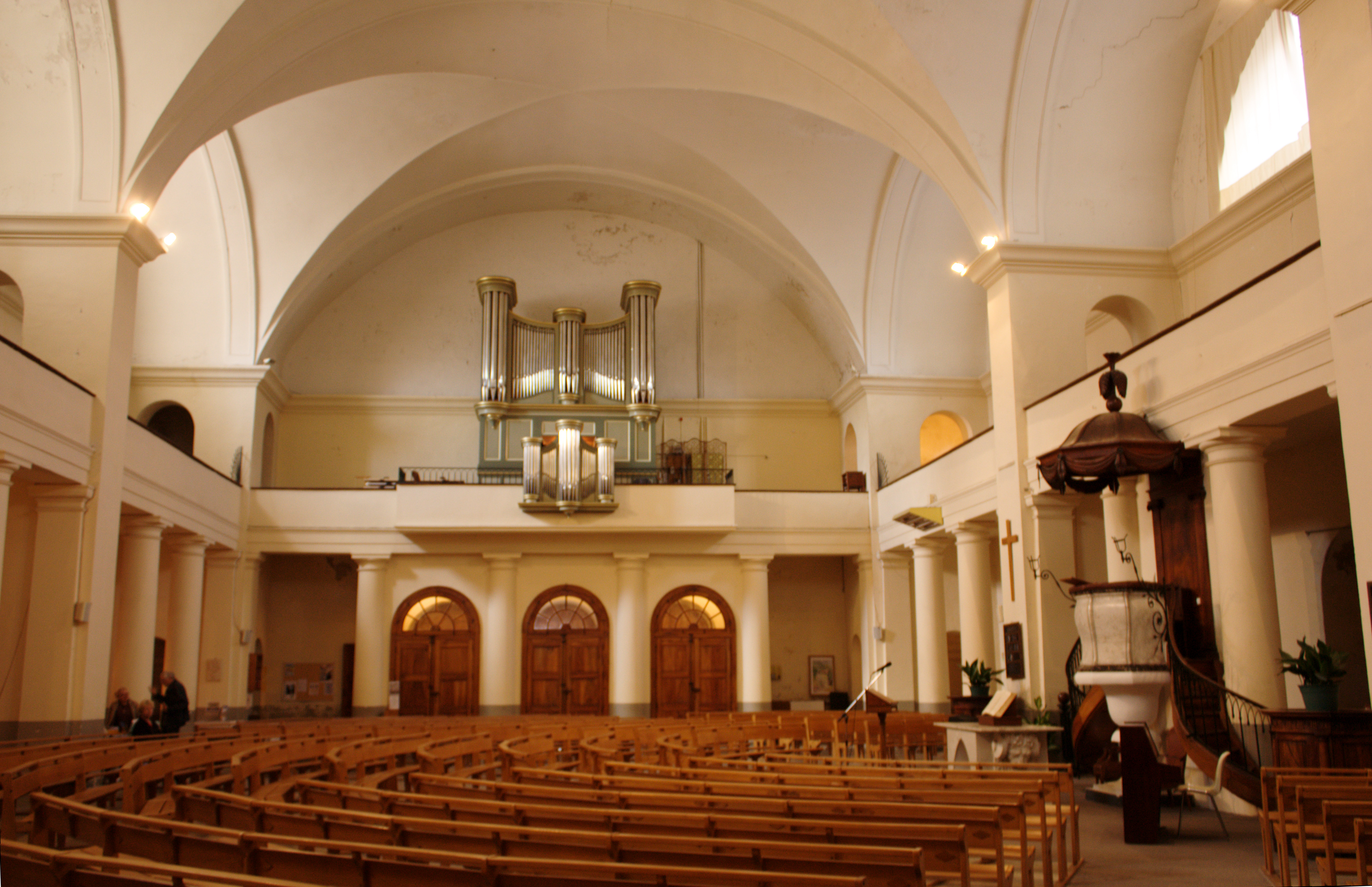
Salle de l'Assemblée.
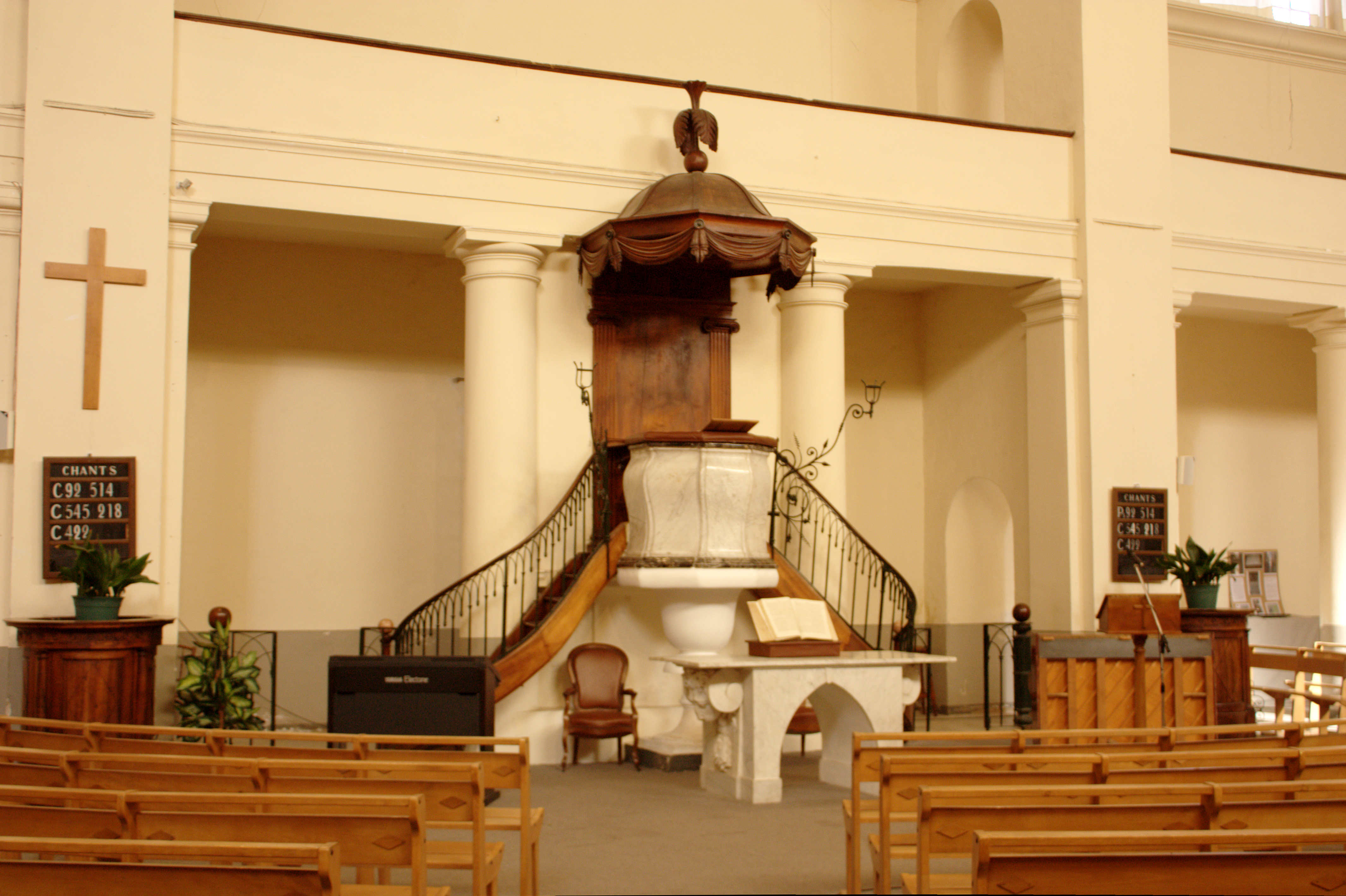
Chaire à prêcher.

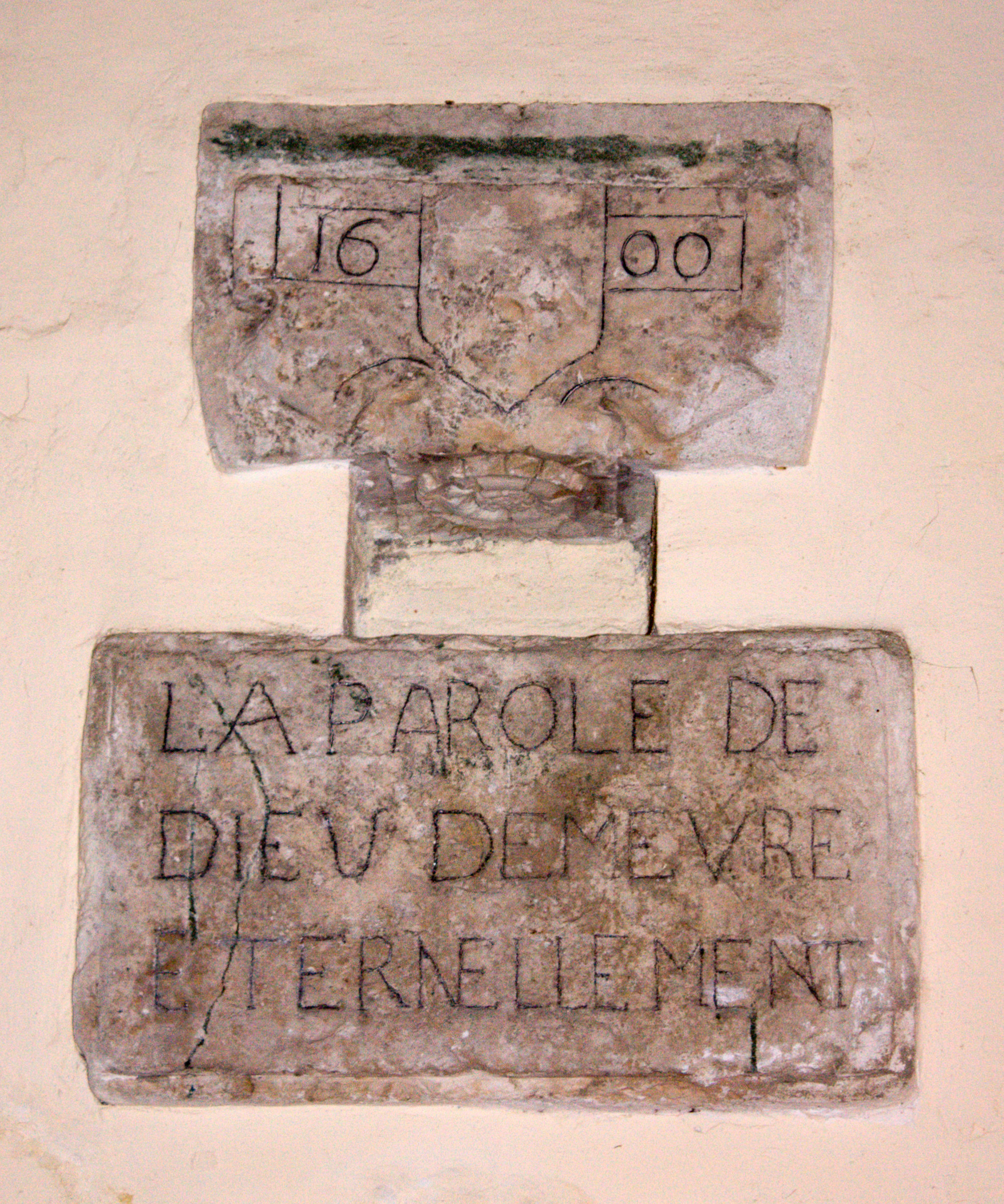
Dédicace.
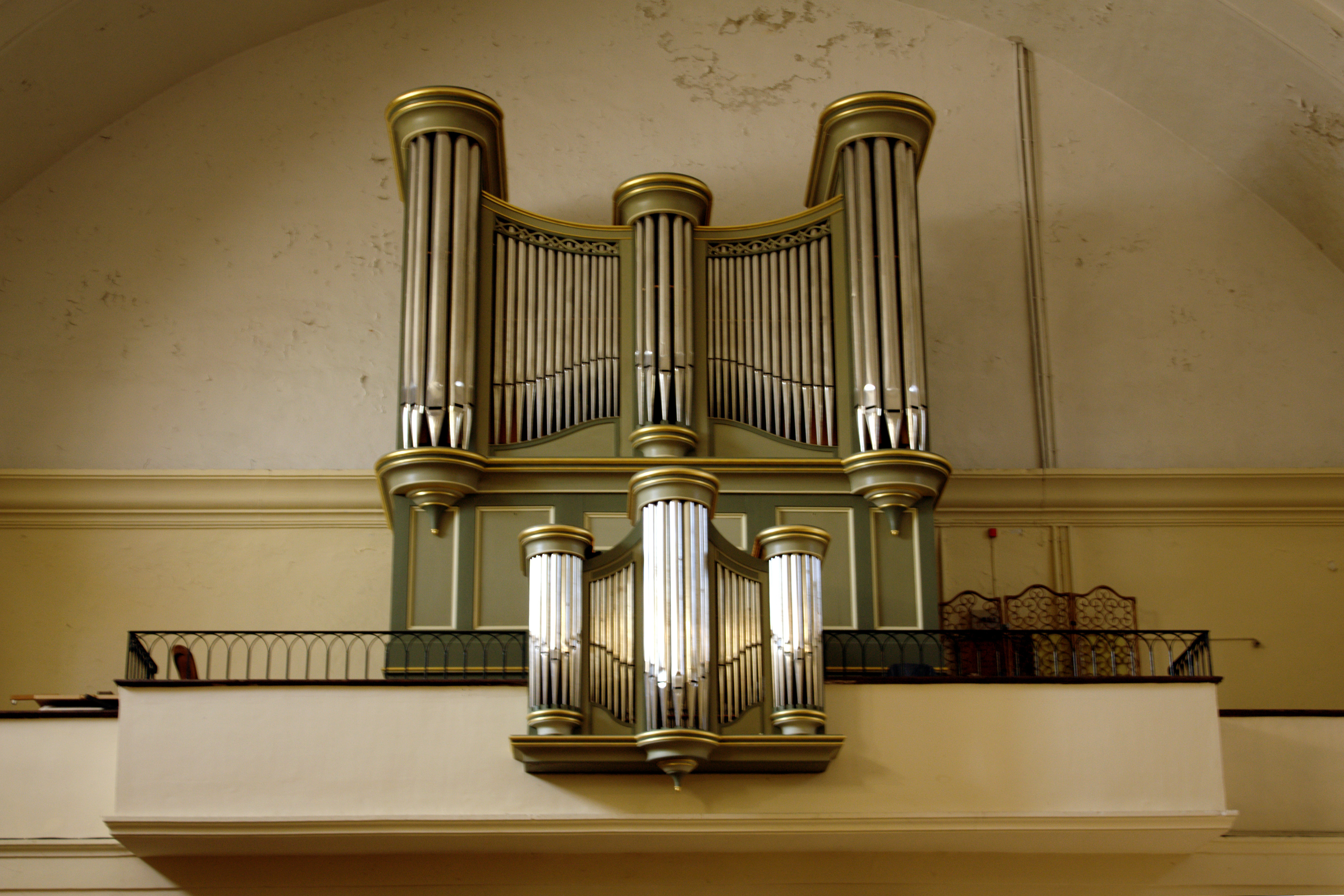
Orgue.
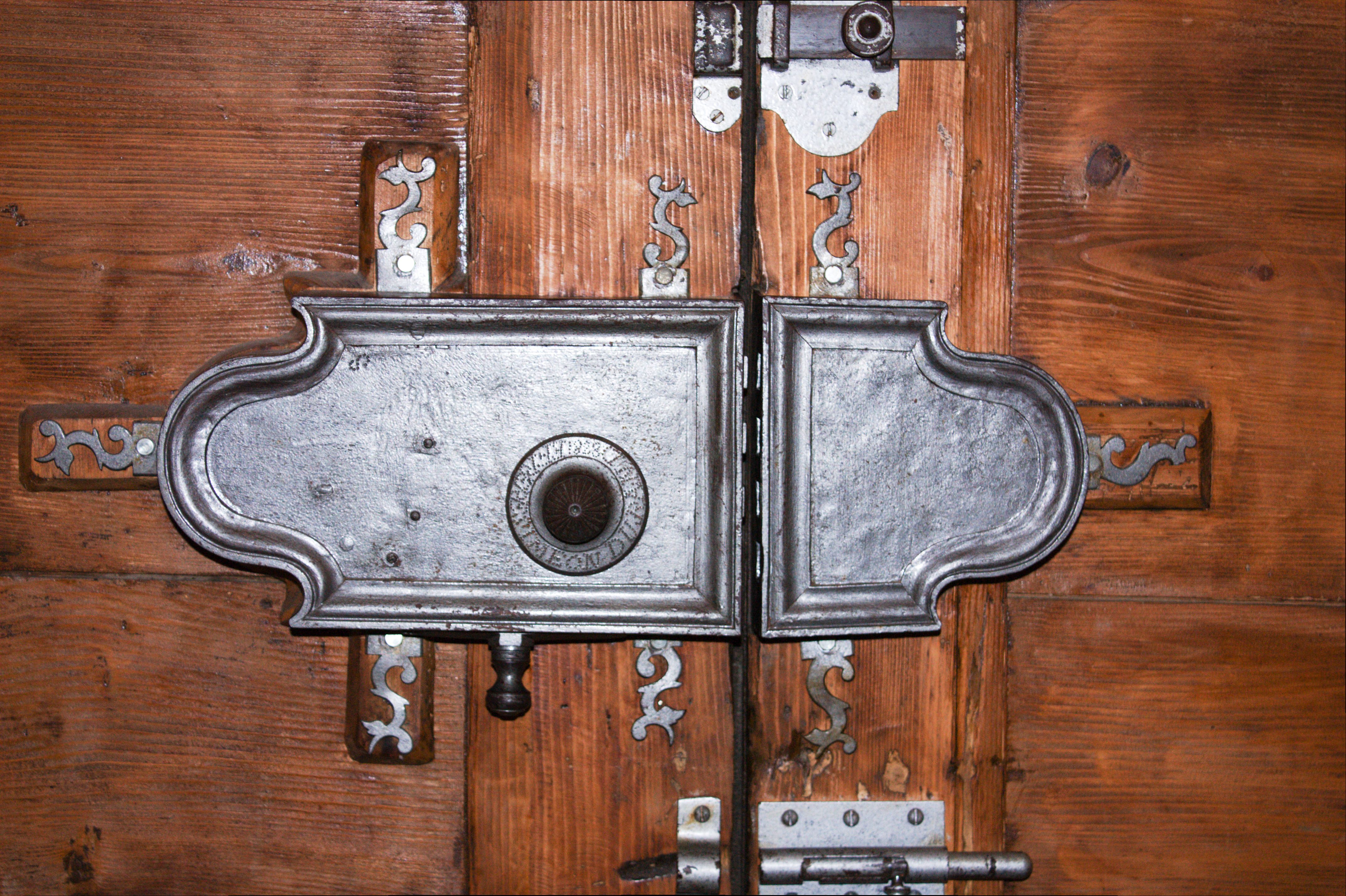
Serrure de la grande porte.

Ce temple est l'un des plus grands de France. Dans le département du Gard, il est seulement devancé d'1 m2 par le temple protestant de Saint-Hippolyte-du-Fort. Au chapitre des temples monumentaux français, n'oublions pas l'Alsace avec notamment le temple néo-gothique Saint-Étienne de Mulhouse dont la flèche culmine à 97 mètres ou encore l'ancienne église aussi néo-gothique Saint-Paul de Strasbourg, qui avec ses deux flèches ressemble là encore à une cathédrale ...

## Annexe